# Amcheï Nürenberg
Amcheï Markovitch Nürenberg (en russe : Амшей Маркович Нюренберг), né le 5 avril 1887 (17 avril dans le calendrier grégorien) à Elisavetgrad (Empire russe, aujourd'hui Kropyvnytskyï en Ukraine) et mort le 10 janvier 1979 à Moscou (URSS), est un peintre, graphiste, critique d'art et mémorialiste juif ukrainien rattaché à l'École de Paris, .

## Biographie
Il naît le 21 avril 1887 à Elisavetgrad (actuelle Kropyvnytskyï), dans le gouvernement de Kherson (Empire russe), au sein d'une famille juive ashkénaze. Ses parents sont propriétaires de poissonneries. Il est l'aîné de dix enfants.
De 1904 à 1910, Nürenberg étudie la peinture à l'école des Beaux-Arts d'Odessa auprès de Kyriak Kostandi. Il poursuit ensuite sa formation artistique à Paris : il vit au Quartier latin parmi les artistes russes émigrés. Durant ces années, il partagea un atelier avec Marc Chagall au phalanstère de La Ruche.

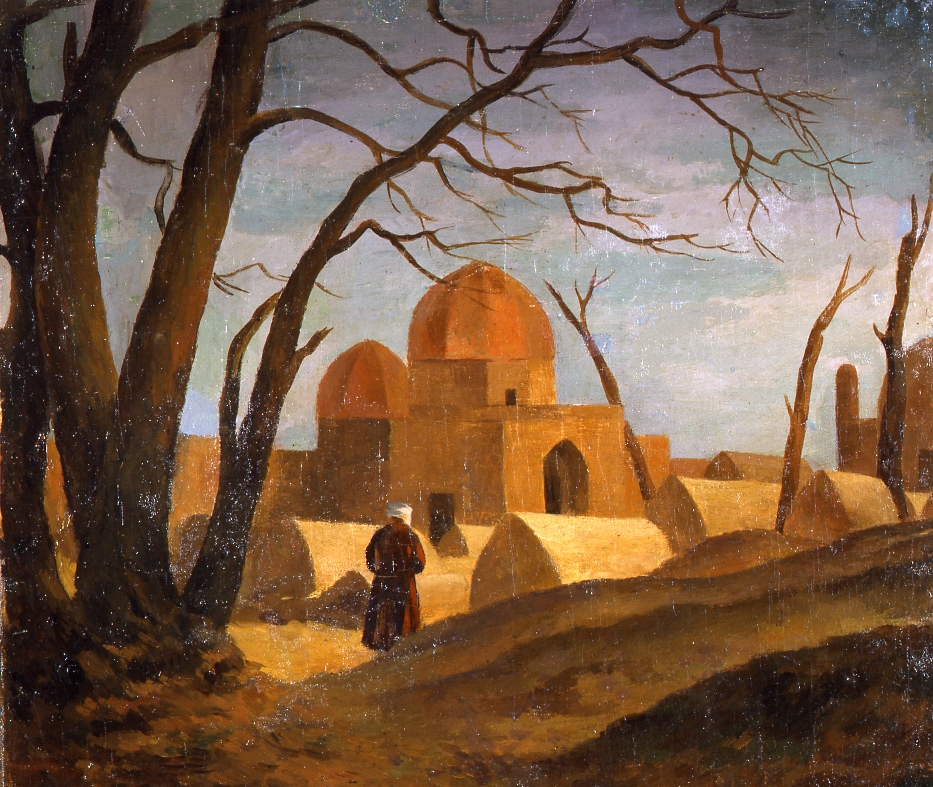
Mosquée et figure d'homme (1923).

En 1913, il retourne à Odessa. Il y dirige un groupe à orientation moderniste, les « Indépendants », et ouvre une école, l'« Atelier libre » (1918). Les professeurs de son « Atelier libre » sont des artistes revenus de France (Sigismund Olessevitch, Sandro Fazini, Théophile Fraermane, Isaak Malik), et parmi ses élèves Victor Midler (futur conservateur de la section d'Art nouveau russe de la galerie Tretiakov de Moscou).
Il participe à des expositions à Odessa. Après la révolution de 1917, il est nommé premier commissaire du peuple aux Beaux-Arts à Odessa, chargé de préserver les monuments historiques de la ville et la production artistique en général.

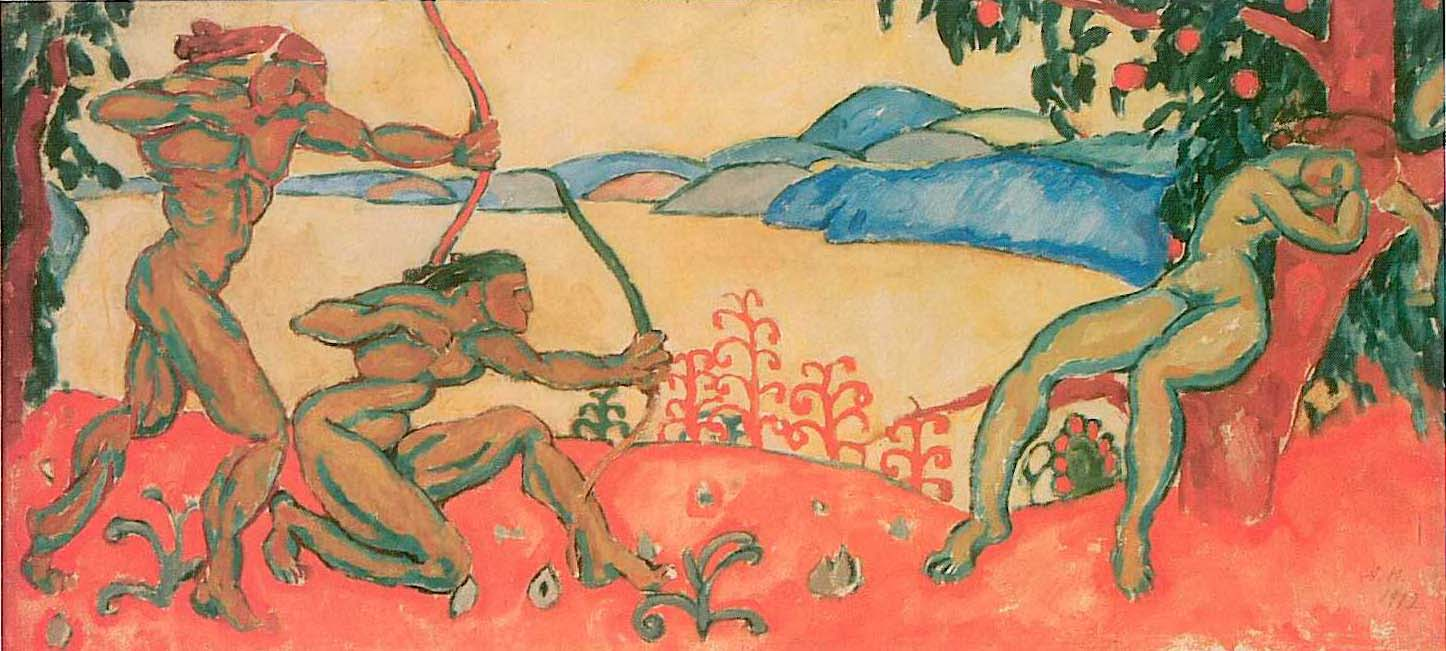
Chasse, motif antique (1912).

À partir de 1920, il vit à Moscou où il devient correspondant artistique pour la revue Pravda ; il travaille avec Vladimir Maïakovski pour les affiches satiriques Oknakh Rosta, dont ils éditent 200 modèles différents. Il est aussi professeur d'histoire de la peinture occidentale au Vkhoutemas.
De 1927 à 1929, Anatoli Lounatcharski l'envoie à Paris en tant que commissaire du peuple à l'éducation, pour y donner des conférences sur l'art soviétique.
Il envoie également en Russie soviétique depuis Paris, des articles sur la peinture telle qu'elle se développe en France à cette époque.
Durant la Grande Guerre patriotique (1941-1943), il se trouve à Tachkent en République socialiste soviétique d'Ouzbékistan au moment de l'évacuation de la ville. Après la guerre, il revient et travaille au musée de la Révolution de Moscou.
En 1950, il atteint l'âge de la retraite, mais poursuit ses activités artistiques et littéraires, participant à des expositions, écrivant ses mémoires et des articles dans les journaux.
Il meurt le 10 janvier 1979 à l'âge de 91 ans à Moscou, où il est enterré au cimetière Vagankovo.
Durant sa vie, Nürenberg travailla selon différents styles, du modernisme au réalisme, restant toujours fidèle à la tradition de l'École de Paris.

## Liens de famille
Sa femme était la ballerine et peintre Polina Nikolaïevna Mamitchéva (1894—1978). Sa fille, Nelia Amcheïevna Nürenberg (dite Nina Nelina, 1923—1966), devient chanteuse d'opéra (coloratura soprano) et soliste au Théâtre Bolchoï. Elle est l'épouse de Iouri Trifonov ; sa petite-fille est la philologue Olga Iourievna Tanguian (née en 1951). Son frère est le peintre David Devinov (né David Markovitch Nürenberg, 1896-1964).

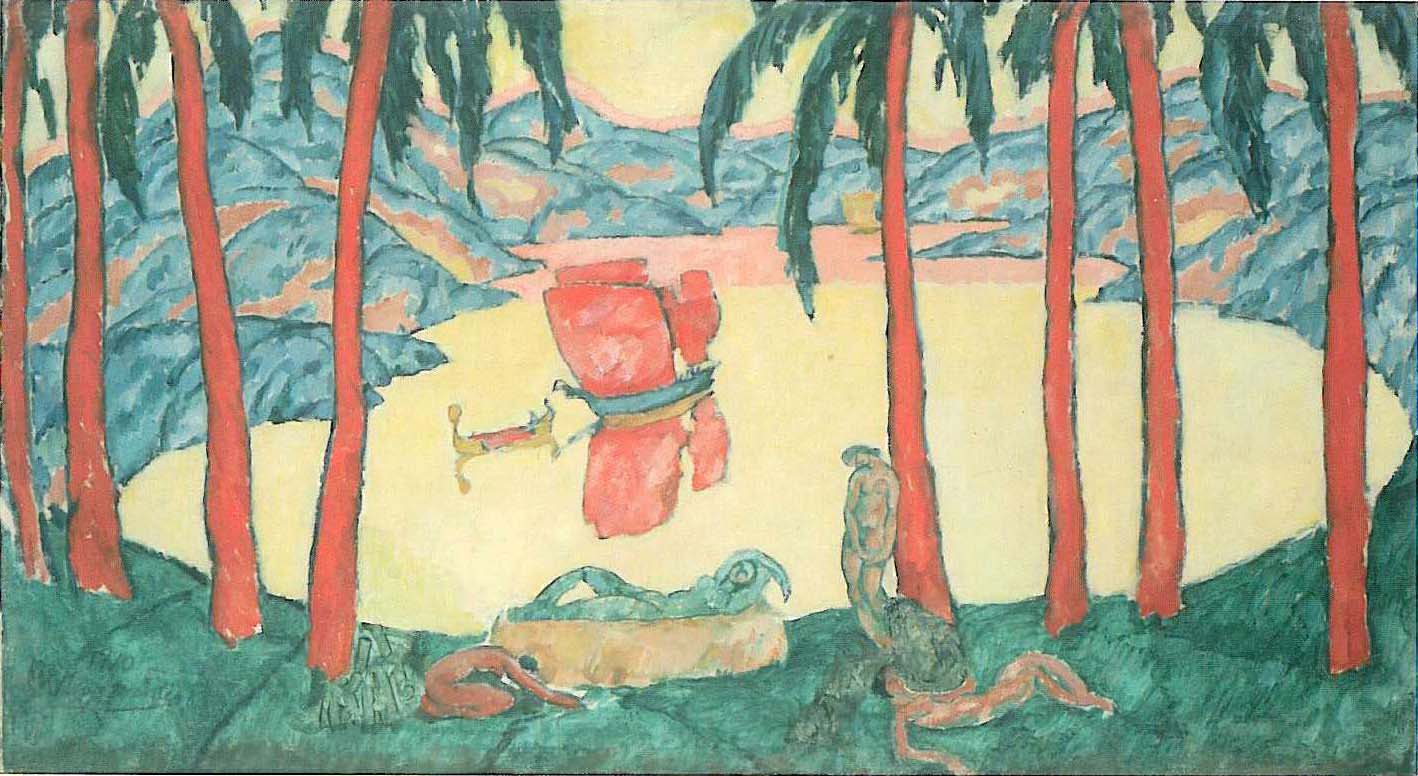
La Voile rouge (1910), d'après le récit d'A. Grine Les Voiles rouges (1923).
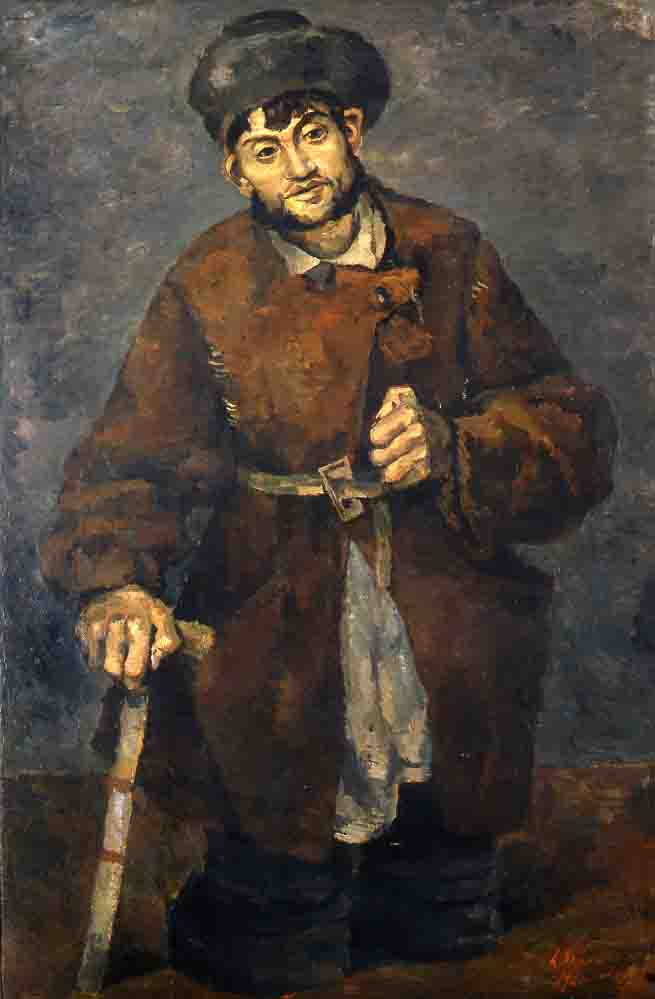
Victime d'un pogrom (1926). Exposé au salon d'automne à Paris en 1927.

## Œuvres et musées
Ses œuvres sont dispersées entre de nombreux musées parmi lesquels : 
Moscou, Galerie Tretiakov — 67 œuvres;
Moscou, Musée des beaux-arts Pouchkine — 45 œuvres;
Moscou;
Moscou, Musée de l'Est- 69 œuvres de la période de 1920 à 1940 ;
Moscou, Musée central des forces armées;
Kiev, Musée national d'art d'Ukraine — 39 œuvres;
Kirovograd Ukraine ;
Noukous Ouzbékistan, Musée Igor Savitsky — 60 œuvres;
Israël, Ramat Gan, 20 œuvres.

## Expositions
Depuis ses premières expositions dans les années à Odessa en 1908, ses œuvres ont été exposées à Moscou, Paris, Venise... Les plus récentes expositions datent de 
2004,
2020 et 2021 à Moscou ;
2006 à Ramat Gan (Israël) ; 
2010 et 
2013 à Kiev;
2011 à New York ; 
2014 et 
2021 
à Odessa et 
2021 à Kemerovo (Sibérie).